# Neoperla occipitalis
Neoperla occipitalis är en bäcksländeart som först beskrevs av Pictet, F.J. 1841.  Neoperla occipitalis ingår i släktet Neoperla och familjen jättebäcksländor. Inga underarter finns listade i Catalogue of Life.